# Ctenolimnophila longifusa
Ctenolimnophila longifusa är en tvåvingeart som beskrevs av Alexander 1944. Ctenolimnophila longifusa ingår i släktet Ctenolimnophila och familjen småharkrankar.
Artens utbredningsområde är Ecuador. Inga underarter finns listade i Catalogue of Life.